# Вулиця Сухомлинського (Брюховичі)
Ву́лиця Сухомлинського — вулиця у смт Брюховичі, підпорядкованому Шевченківському району Львова. Сполучає вулицю Незалежності України з вулицею Ясною.

## Назва
За радянських часів мала назву — вулиця Жданова, на честь радянського державного та партійного діяча. На початку 1990-х років перейменована на честь українського радянського педагога, публіциста, письменника, поета Василя Сухомлинського.

## Забудова
У забудові переважає садибна забудова 1930—1980-х років, а також присутня барачна забудова 1950-х років, радянський конструктивізм 1970—1980-х років.
№ 2-Б — двоповерхова будівля колишнього Державного комунального підприємства побутового обслуговування населення «Брюховичі». Нині тут міститься відділення «Нової пошти», крамниця одягу тощо.
№ 6 — до 1980 року в будинку містився дошкільний навчальний заклад № 73, пізніше приєднаний до дошкільного навчального закладу № 143. У 1991 році через скорочення чисельності дітей Брюховицькою селищною радою було забрано приміщення ДНЗ № 73. Нині в одному з приміщень колишнього дитячого міститься крамниця «Родинна ковбаска».
№ 10 — двоповерхова будівля колишнього будинку побуту. Нині на першому поверсі міститься ветеринарна аптека, відділення «Нової пошти» та стоматологічна клініка «Перла», а на другому — спортивна секція та офіси приватних компаній. 
№ 16 — Львівський регіональний інститут державного управління Національної академії державного управління при Президентові України. Навчальний заклад створено на базі колишнього Львівського технікуму сільського будівництва.
№ 18 — дев'ятиповерховий гуртожиток Львівського регіонального інституту державного управління Національної академії державного управління при Президентові України.